# 임신
임신(姙娠, 문화어: 태앉기, 영어: pregnancy)이란 포유류의 태아가 수정란이 자궁에 착상된 때부터 자궁 밖으로 나올 때까지의 상태를 말한다. 임신 여부 확인은 마지막 성교 후 최소 2주 후부터 '소변 검사', 10일 후부터 '혈액 검사'를 통해 가능하다. 임신은 대개 자연적인 성관계를 통해 이루어지지만, 인공수정과 같은 방법으로 이루어지기도 한다. 정자와 난자의 결합에 의해 수정된 수정란은 자궁에 착상되며 이때부터 임신이 시작되어 출산, 유산, 낙태 등으로 끝난다. 임신이라는 말을 태아가 착상되어 임신상태가 시작되는 것을 가리키는 말로 쓰기도한다. 이를 회임(한국 한자: 懷姙 懷妊,영어: Gestation)으로 구별해서 부르기도 한다.
임신우울증은 일반적으로 임신 6개월 정도부터 시작된다. 임신 초기에 생기는 우울증은 입덧과 피곤함 때문에 생기지만 태동을 느끼면서부터는 사라지는 경향이 있다. 임신 중기 이후에 생긴 우울증은 아기를 낳은 후에도 6개월 정도 계속된다. 임신우울증은 임신에 따른 자연스러운 변화지만, 심한 경우에는 태아에게 좋지않은 영향을 주고 육아를 하는 데 있어서도 장애가 될 수 있다. 임신우울증의 원인은 몸매의 변화, 여성호르몬의 증가, 출산 또는 육아에 대한 부담 등을 들 수 있다.
임산부가 잘못된 약물을 사용하거나, 과도한 음주나 흡연을 할 경우 태아에게 여러 가지 장애를 초래할 수 있다.
또한 10대의 임신도 위험성이 큰데, 청소년이 임신을 하면 아기는 조산아나 저체중아를 유발하며, 슬로 푸드 같은 균형잡힌 식생활을 가지지 못해 악영향이 커질 수 있다.
임산부는 임신한 여자인 임부(임신부)와 갓 출산한 여자인 산부(산모)를 합쳐서 부르는 말이다.

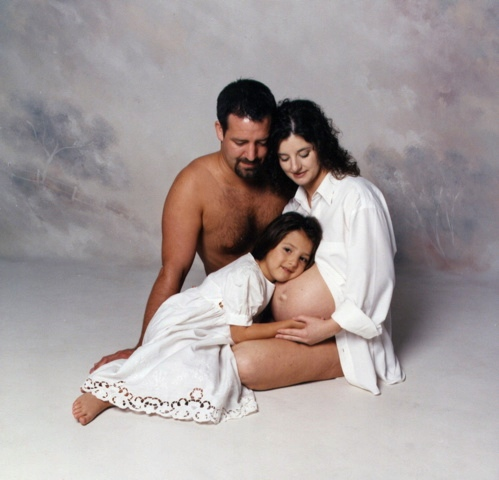
새로 태어날 자식을 기다리는 가족.

## 인간의 임신

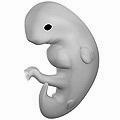
임신 6주째의 태아
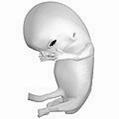
임신 10주째의 태아
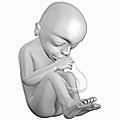
임신 20주째의 태아
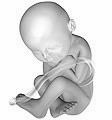
임신 40주째 출산 직전의 태아
임신 초기
임신 3개월
임신 5개월
임신 9개월

임신은 수정란(受精卵)이 자궁 내막에 착상한 때부터를 말한다. 수정란은 임신 8주까지는 배아, 8주 이후는 태아라고 불린다. 기관의 형성은 임신 초기에 대부분이 형성된다.

### 임신 초기
임신이 이루어지면 월경이 멈춘다. 소변이 자주 마렵고, 유방이 커지고, 자궁이 커지면서 배가 당기고 아픈 느낌이 들며, 몸이 무겁고 피로하며 쉽게 졸린다. 70~80%의 여성에게서 임신 2개월부터 속이 메스껍고 오심이 이는 입덧 증상이 나타난다.

### 임신 중기
임신 5개월째에는 태동이 느껴지며 입덧도 거의 없어서 안정적인 기간이다. 다만 태아가 자궁 밖으로 나오면 생존이 거의 곤란하고, 유산이 된다. 기관은 임신 중기에도 현저하게 성장해서, 22주경에는 조산해도 신생아 집중 치료실의 보육기에서 생존하는 경우가 있다. 36주 이전, 또는 2500그램 이하로 태어났을 경우는 저체중아, 1500그램 이하의 경우는 초미숙아, 1000그램 이하의 경우는 극소 미숙아로 불린다.

### 임신 후기
임신 9개월째에는 태아가 커지면서, 자궁도 커진다. 그에 따라 모체의 부담이 자꾸 증가해 간다. 임신중독증이 일어나기 쉽기 때문에, 주의가 필요하다. 조산이 되어도 태아가 생존할 확률이 점점 높아진다. 법에 의하면 36주 이상의 임산부는 항공기를 탈 수 없으며, 생후 14일 이전의 아기도 항공기 탑승이 금지된다.
40주 사이에는 아이를 낳을 달이 다 차게 되는데, 이 시기를 만삭(滿朔)이라 부른다.

### 분만

#### 분만 직전
진통이 일어나기 전부터 자궁부가 열리기 시작한다.
최종 월경으로부터 대략 40주경, 분만한다. 분만이 이루어지면 자궁이 주기적으로 수축을 반복하기 시작한다. 자궁의 수축은 처음에는 약하고 느리게 진행되다가 점점 강도와 빈도를 더해간다. 자궁의 정기적인 수축이 10분간격, 또는 1시간에 6회가 된 시점에서는 진통이라고 한다. 자궁의 수축으로 태아의 머리가 자궁경부를 점점 밀려서 들어가려고 한다. 수축을 반복할 때에, 태포의 난막이 깨지고 양수가 나온다. 산도가 직경 10 cm로 열리고 진통 이후에 태아는 질을 통해서 모체로부터 나온다.

#### 정상분만
경산부는 약 1시간 10분에서 6시간, 초산부는 2시간 20분에서 12시간정도 걸린다.
분만 제1기
분만 제1기는 분만이 시작될 때부터, 태아가 자궁경부를 열때까지다. 개구기라고 한다.
분만 제2기
분만 제2기는 질에서 태아가 나올 때까지다. 만출기라고 한다.
분만 제3기
분만 제3기는 태아가 완전히 나오면서부터 태반이 나올 때까지다. 제3기에 의해 불필요해진 태반은 몇분뒤에 자궁에서 떨어져 나온다. 후산기, 후산이라고 한다.

## 같이 보기
| - 성교육 - 성교 - 불임 - 피임 - 불임수술 - 정관 수술 - 나팔관 수술 - 임신중단권 운동 - 체내 수정 - 체외 수정 - 임신중독증 | - 태교 - 태아 접촉법 - 분만 - 라마즈 분만 - 제왕 절개 - 조산 | - 임신 진단 검사 - 유산 - 낙태 - 인공임신중절 - 발생 - 자궁외임신 - 남성 임신 - 트랜스젠더 임신 - 상상임신 - 임신 페티시즘 - 임산부 사망률 |